# 石田ニコル
石田 ニコル（いしだ ニコル、1990年〈平成2年〉5月29日 - ）は、日本の女性ファッションモデル、タレント、女優。長崎県佐世保市生まれ、山口県岩国市出身。アミューズ所属。神コレモデルオーディション2010グランプリ。

## 来歴
アメリカ人の父と日本人の母との間に長崎県佐世保市で生まれ、山口県岩国市で育つ。弟がいる。5歳まで広島でモデルの仕事をしていたが歯が抜けて辞めていた。中学生のときに福岡で従妹と買い物をしている時にスカウトされ、地方で活動した後、アミューズにスカウトされる。山口県立岩国高等学校を卒業後、大学進学のために上京し、医療系の大学の診療放射線学科で診療放射線技師を目指して勉強をしていた。
2010年3月、『神コレモデルオーディション2010』で応募総数3,621人の中からグランプリを受賞。それを機に、大学1年の単位を全部取った上で大学を辞め、本格的にモデルデビューした。以降、国内外のさまざまなファッションイベントに出演し、『sweet』、『Gina』、『25ans』、『BAILA』などのファッション雑誌でレギュラーモデルを務める。
2011年公開の映画『パラダイス・キス』で女優としてもデビューし、2012年にはミュージカル『RENT』で初の舞台に立ち、歌にも挑戦した。テレビドラマ初出演となった2014年のフジテレビ系『ファースト・クラス』では悪女役を演じた。

## 人物
趣味は洋楽鑑賞。バンドマンでドラムをやっている父親の影響で、3、4歳ごろからライブハウスに行ってヘヴィメタルを聴いたり、車の中でいつもヘヴィメタルが流れていたりしたことから、ロックが好きになった。「激しい音楽を爆音で聴くとスッキリする」と語る。よく聴くアーティストとして、マルーン5、ニッケルバック、アヴリル・ラヴィーン、エルビス・プレスリー、スリップノット、コーン、モトリー・クルーを挙げている。特技および好きな学科は、英語。保有資格、日本フェムテック協会認定資格2級、メディカルアロマインストラクター。
育った山口県から近い広島東洋カープを子どものころから応援している。
好きな男性のタイプは、強くてカッコいい侍のような日本男児。

### ゲーム
テレビゲーム好きであり、『ライムスター宇多丸とマイゲーム・マイライフ』（TBSラジオ）、『有吉ぃぃeeeee!そうだ!今からお前んチでゲームしない?』（テレビ東京）にゲスト出演した。『有吉ぃぃeeeee!』では、番組公式ソングであるゲームソング「IIコンの一撃」にMCU、田中卓志（アンガールズ）と共にボーカルとして参加した。2020年4月3日にゲームの実況プレイなどを配信するYouTubeチャンネルを開設。

## 出演

### 雑誌
- GLAMOROUS（2011年 - 2013年）
- sweet
- Gina
- BAILA
- NYLON JAPAN

### イベント
- 神戸コレクション（2010A/W、2011S/S、2011上海、2011A/W）
- 東京ガールズコレクション（in 名古屋）
- 関西コレクション（2011S/S、2012S&S）
- 札幌コレクション（2011年）
- 名古屋コレクション（2011A/W）
- 第26回日本ゴールドディスク大賞 司会（2012年）
- グータン Premium Night（2012年1月26日）
- 静岡コレクション（2014S/S）

### 広告
- 「RUSS・K」（2010年） - イメージキャラクター
- 「ビブレ・フォーラス」スチール（2011年秋）
- ゼビオ Swivel（2014年 - ） - ブランドイメージモデル[19]
- サンスター VO5（2014年） - イメージキャラクター[20]
- お風呂上がりは、ダメージケアのゴールデンタイム！ 石田ニコルさん篇デサント アリーナ（2016年 - ） - ブランドキャラクター[21]
- 大正製薬 コバラサポート 「#食べ部 キャンペーン」（2017年 - ） - 「食べ部」部長[22]
- ハワイ州観光局（2018年 - ） - 親善大使[23]

### CM
- パナソニック docomo PRIME series P-04B「FLOWER SHOP 篇」（2010年5月）
- 花王
  - エッセンシャル（2010年8月）
  - フレア フレグランス＆SPORTS（2019年10月 - ）[24]
- シャープ au AQUOS PHONE IS11SH 「ネイル」篇（2011年6月）
- Noz パフュームシャンプー 「告白」・「すれちがった女」編（2011年7月）
- ケイズプロジェクト TREND-H「おうちパーティー篇」（2013年12月 - ）[25]
- レキットベンキーザー・ジャパン veet「ヴィート プランナー編」（2015年5月）[26]
- P&G パンテーン
  - 「お風呂上がりは、ダメージケアのゴールデンタイム！ 石田ニコルさん篇」（2016年2月）
  - 「お風呂上がりのゴールデンタイムで、翌朝からなめらかな髪へ 石田ニコルさん篇」（2016年10月）
- 大正製薬 コバラサポート「食べすぎる私たち」篇（2017年4月 - ）[27]
- 任天堂 Nintendo Switch スプラトゥーン2「ガチで塗り合う時がきた編」 (2017年7月)
- ABCマート PUMA CALI EXCLUSIVE（2019年4月 - ）[28]

### 映画
- パラダイス・キス（2011年、ワーナー・ブラザース） - 香チームのモデル 役
- シャンティ デイズ 365日、幸せな呼吸（2014年10月25日、スールキートス） - RISA 役
- CUTIE HONEY -TEARS-（2016年10月1日東映） - ジル 役 [29]
- パラレルワールド・ラブストーリー（2019年5月31日、松竹） - 岡田夏江 役
- いけいけ!バカオンナ（2020年、ネスト） - セツコ 役
- 劇場版 ひみつ×戦士 ファントミラージュ! ～映画になってちょーだいします～ （2020年、KADOKAWA・イオンエンターテイメント） - ギャンヌ署長 役
- すくってごらん（2021年、ギグリーボックス） - 山添明日香 役
- サラリーマン金太郎（ライツキューブ） - 末永美鈴 役[30][31]
  - 【暁】編（2025年1月10日）
  - 【魁】編（2025年2月7日）

### テレビ番組
- DRESS（2010年4月14日・21日他、毎日放送）
- ディズニー365（2010年10月4日 - 2011年10月2日、ディズニー・チャンネル） - MC
- 王様のブランチ（2017年4月 - 2021年3月、TBS）
- 有吉ぃぃeeeee!そうだ!今からお前んチでゲームしない?（2019年3月10日 - 、テレビ東京） - 不定期出演

### ウェブテレビ
- Abema Game 9 アゲナイッ! サーズデー（2018年1月25日 - 4月12日、AbemaTV） - アシスタント

### テレビドラマ
- ファースト・クラス（2014年4月 - 6月、フジテレビ） - ERENA 役
  - ファーストクラス 第5話（2014年11月12日）
- サムライせんせい（2015年10月 - 12月、テレビ朝日） - 篠原理央 役
- 金曜プレミアム アンダーウェア（2015年11月13日 - 12月4日、フジテレビ） - 町田沙里衣 役
- 模倣犯（2016年9月21日 - 22日、テレビ東京） - 岸田明美 役
- 勇者ヨシヒコと導かれし七人 第3話（2016年10月22日、テレビ東京） - アーシュ役（白魔道士）
- 悦ちゃん〜昭和駄目パパ恋物語〜（2017年7月15日 - 9月16日、NHK総合） - 日下部カオル 役[32]
- サバイバル・ウェディング（2018年7月 - 、日本テレビ） - 藤井カオリ 役
- スキャンダル専門弁護士 QUEEN（2019年、フジテレビ） - 青山リナ 役
- ひみつ×戦士 ファントミラージュ! （2019年4月、テレビ東京） - ギャンヌ署長 役
- 相棒 season18 第14話 - 第15話（2020年1月29日 - 2月5日、テレビ朝日） - マリア・モースタン 役
- ホメられたい僕の妄想ごはん 第1話（2021年7月11日、BSテレ東） - 謎の美女・美鈴 役[33]
- 今夜、わたしはカラダで恋をする。 episode1「繋がってるのは、カラダだけ」（2022年3月27日、ABCテレビ） - 井川小夏 役[34]
- 特捜9 Season5 第7話（2022年5月18日、テレビ朝日） - リン・トクガワ 役
- 警視庁・捜査一課長 スペシャル（2023年4月4日、テレビ朝日） - 池井景子 役[35]
- クラスメイトの女子、全員好きでした 第5話（2024年8月9日、読売テレビ・日本テレビ系）- パトリシア・ギブール 役[36]

### Web配信ドラマ
- アンダーウェア（2015年秋、Netflix） - 町田沙里衣 役 ※配信後にフジテレビ系列で放送[37]

### PV
- WEAVER 「Hard to say I love you 〜言い出せなくて〜」（2010年6月）
- flumpool 「Touch」（2011年7月）

### 舞台
- ミュージカル RENT（2012年10月30日 - 12月2日、シアタークリエ） - ミミ・マルケス 役[10]
- FACTORY GIRLS 〜私が描く物語〜（2019年9月25日 - 10月9日、TBS赤坂ACTシアター / 2019年10月25日 - 27日、梅田芸術劇場） - マーシャ 役
- ブロードウェイミュージカル「IN THE HEIGHTS イン・ザ・ハイツ」（2021年3月27日 - 4月28日、TBS赤坂ACTシアター) - ヴァネッサ 役
- マドモアゼル・モーツァルト（2021年10月10日 - 31日、東京建物 Brillia HALL） - カテリーナ 役
- 恋のすべて（2022年2月11日 - 27日、東京建物 Brillia HALL） - ザラ・エイミス 役[38]
- 劇団☆新感線 薔薇とサムライ2 海賊女王の帰還（2022年 9月 - 11月、新橋演舞場ほか）
- MEAN GIRLS（2023年1月 - 2月、東京建物 Brillia HALL） - レジーナ・ジョージ 役
- PARCO PRODUCE 2025 ミュージカル「アメリカン・サイコ」（2025年3月30日 - 4月13日、新国立劇場 中劇場 / 4月19日 - 21日、森ノ宮ピロティホール / 4月26日、J:COM北九州芸術劇場 大ホール / 4月30日、JMSアステールプラザ 大ホール） - エヴリン・ウィリアムズ 役[39]
- ミュージカル「マリー・キュリー」（2025年10月25日 - 11月9日〈予定〉、天王洲 銀河劇場 / 11月28日 - 30日〈予定〉、梅田芸術劇場 シアター・ドラマシティ） - アンヌ 役[40]

## 作品

### フォトブック
- NICOLE（2015年6月3日、宝島社、ISBN 978-4-8002-3821-4）[41]

### 音楽活動
- ピコビットブラザーズ with 石田ちゃん『IIコンの一撃』（2021/12/06 有料配信） - メインボーカル[42]